# Gutow
Gutow ist eine Gemeinde im Landkreis Rostock in Mecklenburg-Vorpommern (Deutschland). Die Gemeinde wird vom Amt Güstrow-Land mit Sitz in der nicht amtsangehörigen Stadt Güstrow verwaltet.

## Geografie
Die Gemeinde Gutow im Nordbereich der Mecklenburgischen Seenplatte grenzt an das südwestliche Stadtgebiet von Güstrow und liegt zwischen drei Seen (Parumer See, Sumpfsee und Inselsee). Das Gelände steigt im Süden des Gemeindegebietes von etwa 10 m auf 70 m ü. NN an.
Umgeben wird Gutow von den Nachbargemeinden Güstrow im Nordosten, Mühl Rosin im Südosten, Zehna im Süden, Lohmen im Südwesten sowie Gülzow-Prüzen im Westen.
Zu Gutow gehören die Ortsteile Badendiek, Bülow, Bülower Burg, Ganschow und Schönwolde.

## Geschichte
Die Orte Gutow und Ganschow wurden 1226 erstmals urkundlich erwähnt. Bülow folgte einige Jahre später.

### Eingemeindungen
Badendiek gehört seit dem 1. Juli 1950 zu Gutow. Ganschow kam am 1. Februar 1973 hinzu. Am 1. August 1965 fusionierte Gutow mit der Nachbargemeinde Mühl Rosin zu der neuen Gemeinde Bölkow, am 1. Januar 1984 wurde Gutow wieder aus Bölkow ausgegliedert. Bülow wurde am 13. Juni 2004 eingemeindet.

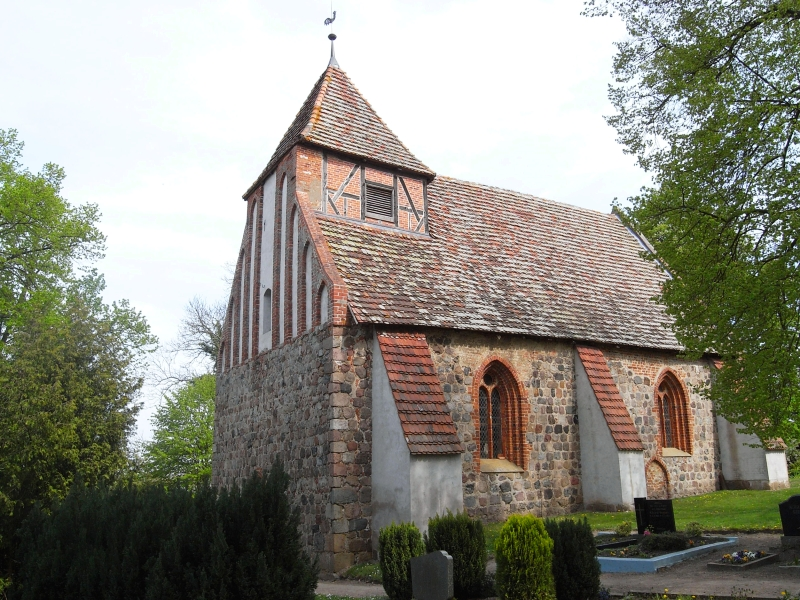
Kirche in Badendiek

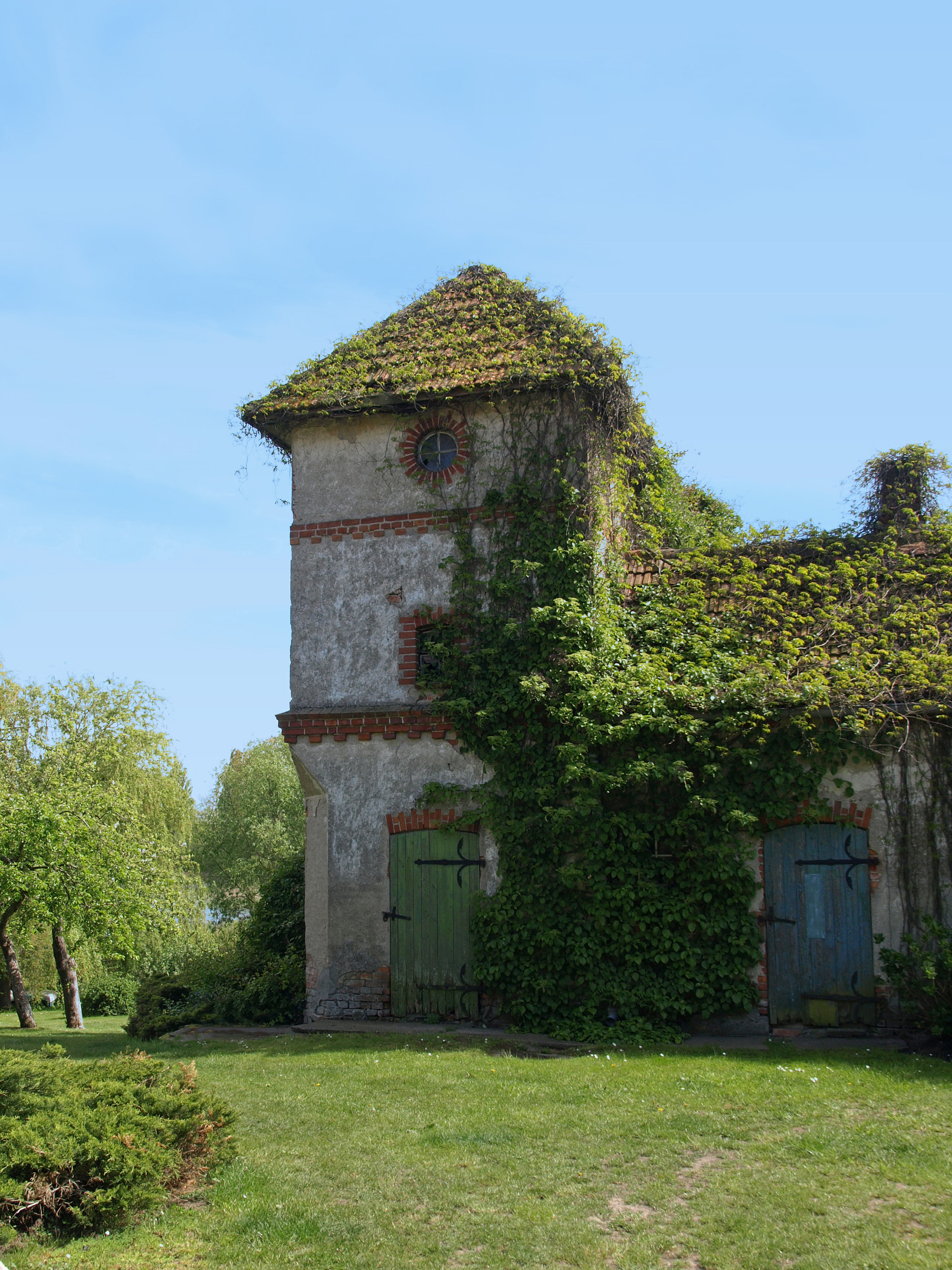
Wasserturm Gutow

## Politik

### Gemeindevertretung und Bürgermeister
Der Gemeinderat besteht (inkl. Bürgermeisterin) aus 10 Mitgliedern. Die Wahl zum Gemeinderat am 26. Mai 2019 hatte folgende Ergebnisse:
| Partei/Bewerber                                | Prozent | Sitze |
| ---------------------------------------------- | ------- | ----- |
| Wählergemeinschaft Gemeinde Gutow              | 54,71   | 5     |
| Wählergemeinschaft Freiwillige Feuerwehr Gutow | 21,20   | 2     |
| CDU                                            | 8,89    | 1     |
| Boots- und Angelverein Gutow e. V.             | 7,99    | 1     |
| Wählergemeinschaft Bülow                       | 7,21    | 1     |

Bürgermeisterin der Gemeinde ist Rita Burchard, sie wurde mit 92,08 % der Stimmen  gewählt.

### Wappen
Das Wappen wurde am 4. Juni 1999 durch das Innenministerium genehmigt und unter der Nr. 190 der Wappenrolle von Mecklenburg-Vorpommern registriert.
Blasonierung: „In Blau über silbernem Wellenschildfuß ein vierspeichiges silbernes Rad, beheftet mit vier schragenweise angeordneten goldenen Ähren.“
Das Wappen wurde von dem Weimarer Michael Zapfe gestaltet.

## Wirtschaft und Infrastruktur
Neben der Landwirtschaft prägt der Obstanbau das Gebiet um Gutow. In den letzten Jahren siedelten sich einige Gewerbebetriebe an. Im Ortsteil Ganschow befindet sich das im Jahr 1969 gegründete Gestüt Ganschow. Das Gestüt wurde im Juli 1995 privatisiert und ist heute das größte private Gestüt des Landes Mecklenburg-Vorpommern. Dort werden Mecklenburger und Trakehner gezüchtet. Südlich befindet sich ein Naturschutzgebiet.

### Verkehrsanbindung
Durch die Nähe zu Güstrow ist auch Gutow an die gute Verkehrsinfrastruktur der Kreisstadt angeschlossen (Bundesautobahn 19, Bundesstraße 104 sowie diverse Bahnlinien).

## Belege
1. ↑  Statistisches Amt M-V – Bevölkerungsstand der Kreise und Gemeinden 2024 (XLS-Datei) (Amtliche Einwohnerzahlen in Fortschreibung des Zensus 2022) (Hilfe dazu).
2. ↑  MUB I. (1863) Nr. 323.
3. 1 2  Gemeinden 1994 und ihre Veränderungen seit 01.01.1948 in den neuen Ländern, Verlag Metzler-Poeschel, Stuttgart, 1995, ISBN 3-8246-0321-7, Herausgeber: Statistisches Bundesamt
4. ↑  StBA: Änderungen bei den Gemeinden Deutschlands, siehe 2004
5. ↑  Wahlergebnisse Gemeindevertretung auf www.amt-guestrow-land.de
6. ↑  Wahlergebnisse Bürgermeisterwahl auf www.amt-guestrow-land.de